# Eggenwatt
Eggenwatt (mundartlich Ekəwat) ist ein Dorf in der Gemeinde Weißensberg im bayerisch-schwäbischen Landkreis Lindau (Bodensee).

## Geografie
Das Dorf liegt circa ein Kilometer nordöstlich des Hauptorts Weißensberg, zwischen den Orten Rothkreuz und Schlachters. Östlich des Orts verläuft die Bundesautobahn 96.

## Geschichte
Eggenwatt wurde erstmals urkundlich als Eggenwat im Jahr 1343 erwähnt. Der Ortsname bezieht sich auf den Personennamen Ecko oder Egginwart. Eine andere Theorie geht von einem Flurnamen aus, der sich aus den mittelhochdeutschen Wörtern egge und watt zusammensetzt und eine Randlage eines Sumpfes beschreibt. Im Jahr 1626 wurden in Eggenwatt fünf Häuser gezählt.